# Андохий
Андохий (II век) — священномученик галльский. День памяти — 24 сентября или 25 сентября.
Святой Андохий (Andochius), священник, и святой Фирс, диакон, были посланы святым Поликарпом Смирнским на проповедь в Галлию. Высадившись в Марселе, они отправились сначала в Лион, а затем окончательно обосновались в Отоне, в доме восточного купца по имени Феликс, помогавшего им в апостольском делании и разделившего с ними и радость, и страдания (ок. 179 года).
Согласно, святые были умучены в районе города Сольё и погребены святым Фавстом, сенатором, отцом будущего святого Симфориана Отёнского.